# Claude de Rohan-Gié
Claude de Rohan-Gié, född 1519, död 1579, var en fransk adelskvinna och hovdam. Hon är känd som mätress till kung Frans I av Frankrike mellan 1539 och 1541. 
Hon blev föremål för mytbildning och figurerar inom skönlitteraturen.